# 청라 나들목
청라 나들목(Cheongna IC)은 인천광역시 서구 검암동과 시천동에 걸쳐 설치된 인천국제공항고속도로의 5번 나들목이다. 나들목 진출입로는 경서동과 접하고 있다. 2013년 6월 27일에 개통되었으며 일반 차량의 통행은 같은 날 오후 4시부터 통행이 시작되었다.

## 연혁
- 2010년 4월 6일 : 2011년 12월까지 나들목 신설을 위해 인천광역시 도시계획시설 교통광장에 서구 검암동 일원을 검암 나들목으로 고시[2]
- 2011년 12월 29일 : 나들목 신설 공사 사업기간을 2012년 12월로 연기[3]
- 2013년 1월 4일 : 나들목 신설 공사 사업기간을 2013년 1월로 연기[4]
- 2013년 2월 4일 : 나들목 신설 공사 사업기간을 2013년 12월로 연기[5]
- 2013년 6월 27일 : 나들목 개통과 함께 영업 개시[6]
- 2013년 12월 27일 : 나들목 신설 공사 사업기간을 2014년 6월로 연기[7]
- 2014년 7월 1일 : 나들목 신설 공사 사업기간을 2014년 12월로 연기[8]
- 2015년 1월 5일 : 나들목 신설 공사 사업기간을 2015년 6월로 연기[9]
- 2015년 7월 3일 : 나들목 신설 공사 사업기간을 2015년 9월로 연기[10]
- 2015년 10월 2일 : 나들목 신설 공사 사업기간을 2016년 3월로 연기[11]
- 2016년 3월 24일 : 나들목 신설 공사 사업기간을 2016년 12월로 연기[12]

## 구조물 정보
- 위치: 인천광역시 서구 검암동, 시천동
- 영업소: 인천광역시 서구 검바위로 109 (검암동)

## 통행료
2015년 9월 1일부터 적용되는 요금이다.
| 구분 | 청라영업소 |
| ---- | ---------- |
| 경차 | 1,250      |
| 소형 | 2,500      |
| 중형 | 4,200      |
| 대형 | 5,500      |

## 특이점
- 서울특별시, 경기도, 강원도 등지에서 인천국제공항고속도로를 통해 인천시내로 유일하게 진입할 수 있는 나들목이라는 특징이기도 하다.
- 인천방향 진출과 고양방향 진입만 가능하며 고양방향 진출과 인천방향 진입은 북인천 나들목을 이용해야 한다.
- 인천공항 요금소와는 별도의 요금소를 통해 통행료를 징수한다.

## 접속하는 도로
- 국가지원지방도 제84호선 (봉수대로)